# Richard Green (cầu thủ bóng đá)
Richard Edward Green (sinh ở Wolverhampton, 22 tháng 11 năm 1967) là một cầu thủ bóng đá người Anh.  Ông thi đấu cho Shrewsbury Town, Swindon Town, Gillingham, Walsall, Rochdale và Northampton Town.  Tổng cộng ông có 436 lần ra sân ở Football League trong sự nghiệp 16 năm, ghi được 18 bàn.